# Турыгин, Иван Афанасьевич
Иван Афанасьевич Турыгин (1904—1966) — советский оптик, специалист в теории расчёта оптических систем. Создатель первого отечественного фотообъектива «Ортагоз».

## Биография
Родился в 1904 году в Вологодской губернии . Отец — бухгалтер. Мать домохозяйка.
Образование
- три года в начальной сельской школе,
- Вологодское реальное училище,
- Вологодский педагогический институт. через год в связи с ликвидацией вуза, переведён на четвертый курс Педагогического техникума[2].
- В 1923 году поступил в Ленинградский техникум точной механики и оптики (впоследствии с 1930 г. ЛИТМО) и окончил его 1927 г.
- В 1931 году окончил ЛИТМО, с присвоением квалификации инженера-оптик.

Трудовая деятельность
- С 15 лет он работал бухгалтером в транспортно-потребительском обществе. Любовь к цифрам и расчётам сохранилась у него на всю жизнь.
- Сразу после создания ЛИТМО начал преподавать сначала в техникуме, а позже и в институте.
- С 1937 г. — начальник конструкторского бюро, а затем главный инженер Красногорского оптико-механического завода.
- В 1938 г. организовал кафедру «Оптико-механические приборы» МВТУ им. Н.Э. Баумана и заведовал ею до 1947 г.
- В октябре 1941 года назначен начальником эвакуационного эшелона, который переправлял на новое место инструменты и лабораторное оборудование Красногорского механического завода (КМЗ).
- С 1955 г. — профессор.
- С 1947 по 1966 г. заведующий кафедрой «Теория оптических приборов» МВТУ им. Н. Э. Баумана (сейчас — кафедра РЛ-3).

Умер 5 июня 1966 года.

## Награды
- орден Трудового Красного Знамени (1944)[4],
- орден «Знак Почета» (дважды),
- медали.

## Труды
- В 1927 году опубликована его первая научная работа «Окуляр для телескопов».
- Прикладная оптика (Учебное пособие для вузов по специальности Оптические приборы. Кн.1-2). — М.: Машиностроение, 1965—1966. — Кн. 1, 357 с.; кн.2 — 428 с.
- Справочная книга оптико-механика.